# Ayapata (distrito)
Ayapata é um distrito do Peru, departamento de Puno, localizada na província de Carabaya.

## Transporte
O distrito de Ayapata é servido pela seguinte rodovias:
- PU-101, que liga a cidade ao distrito de Ituata
- PU-100, que liga a cidade de Santa Rosa ao distrito de Ituata
- PU-103, que liga a cidade de San Gabán  ao distrito de Coasa
- PE-30C, que liga o distrito de Urcos (Região de Cusco) à Ponte Binacional Brasil-Peru (Fronteira Brasil-Peru) - e a rodovia federal brasileira BR-317 - no distrito de Iñapari (Região de Madre de Dios)
- PE-34B, que liga o distrito de Juliaca à cidade[1][2][3]